# DHC in het seizoen 1965/66
Het seizoen 1965/1966 was het 11e jaar in het bestaan van de Delftse betaaldvoetbalclub DHC. De club kwam uit in de Eerste divisie en eindigde daarin op de achtste plaats. Tevens deed de club mee aan het toernooi om de KNVB beker, hierin werd het team in de groepsfase uitgeschakeld.

## Wedstrijdstatistieken

### Eerste divisie
|       | Alkmaar '54 | Blauw-Wit | SC Cambuur | Eindhoven | Holland Sport | NAC   | N.E.C. | RBC   | Sittardia | Velox | Volendam | De Volewijckers | VVV   | Xerxes |
| ----- | ----------- | --------- | ---------- | --------- | ------------- | ----- | ------ | ----- | --------- | ----- | -------- | --------------- | ----- | ------ |
| Thuis | 3 – 3       | 2 – 0     | 1 – 1      | 0 – 2     | 3 – 1         | 1 – 2 | 0 – 2  | 4 – 1 | 3 – 2     | 3 – 1 | 2 – 1    | 0 – 4           | 5 – 0 | 1 – 0  |
| Uit   | 0 – 0       | 0 – 2     | 1 – 1      | 2 – 1     | 0 – 1         | 1 – 1 | 5 – 3  | 1 – 1 | 2 – 2     | 2 – 1 | 3 – 2    | 3 – 1           | 2 – 0 | 3 – 2  |

### KNVB beker
| Groepsfase                                        | DHC                                     | 0 – 3 (0 – 0) | Holland Sport                              |
| 19 september 1965 Plaats: Delft Brasserskade      |                                         |               | 55' Piet de Vries 67', 85' Theo Valkenhoff |
| Groepsfase                                        | Fortuna                                 | 2 – 3 (1 – 1) | DHC                                        |
| 7 november 1965 Plaats: Vlaardingen Floreslaan    | Kees Blankenstein 34' Cees Doesburg 89' |               | 7' Eddy Blok 75', 84' Sjaak Roggeveen      |
| Groepsfase                                        | ADO                                     | 2 – 1 (1 – 1) | DHC                                        |
| 2 januari 1966 Plaats: Den Haag Zuiderparkstadion | Piet de Zoete 26' Piet van Miert 60'    |               | 27' Wienus Schook                          |

## Statistieken DHC 1965/1966

### Eindstand DHC in de Nederlandse Eerste divisie 1965 / 1966
| Stand | Gespeeld | Gewonnen | Gelijk | Verloren | Punten | Doelpunten voor | Doelpunten tegen |
| ----- | -------- | -------- | ------ | -------- | ------ | --------------- | ---------------- |
| 8e    | 28       | 10       | 7      | 11       | 27     | 46              | 45               |

### Topscorers
| #      | Naam              | Goal |
| ------ | ----------------- | ---- |
| 1.     | Sjaak Roggeveen   | 16   |
| 2.     | Eddy Blok         | 10   |
| 3.     | Hans Dorjee       | 7    |
| 4.     | Cor van Galen     | 5    |
| 5.     | Thijs Kwakkernaat | 3    |
| 6.     | Henny den Engelse | 2    |
| 6.     | Wienus Schook     | 2    |
| 8.     | Hennie Gouw       | 1    |
| Totaal | Totaal            | 46   |

| #      | Naam            | Goal |
| ------ | --------------- | ---- |
| 1.     | Sjaak Roggeveen | 2    |
| 2.     | Eddy Blok       | 1    |
| 2.     | Wienus Schook   | 1    |
| Totaal | Totaal          | 4    |

## Voetnoten
Alkmaar '54 ·
Blauw-Wit ·
Cambuur ·
DHC ·
Eindhoven ·
Holland Sport ·
NAC ·
N.E.C. ·
RBC ·
Sittardia ·
Velox ·
Volendam ·
De Volewijckers ·
VVV ·
Xerxes